# Zavelsteiner Krokuswiesen
Die Zavelsteiner Krokuswiesen sind ein mit Verordnung vom 29. Oktober 1979 durch das Regierungspräsidium Karlsruhe ausgewiesenes Naturschutzgebiet auf dem Gebiet der Stadt Bad Teinach-Zavelstein.

## Lage
Das Naturschutzgebiet Zavelsteiner Krokuswiesen liegt nördlich von Zavelstein im Naturraum Schwarzwald-Randplatten und umfasst beinahe die gesamten Offenlandflächen der Gemarkung Zavelstein. Geologisch liegt es in den Schichten des Oberen Buntsandsteins.

## Schutzzweck
Schutzzweck ist laut Schutzgebietsverordnung „die Erhaltung und Förderung der weithin bekannten reichen Krokusbestände (Crocus napolitanus) und die Erhaltung der naturnahen und landschaftlich reizvollen Wiesenlandschaft um die Stadt Zavelstein.“

## Landschaftscharakter
Die Wiesen grenzen im Norden an den Waldrand und im Süden an die Ortslage der Stadt Zavelstein. Im Gebiet befinden sich einzelne Streuobstbestände und Ackerflächen.

## Flora und Fauna
Der Krokus gilt als Wahrzeichen der Stadt Zavelstein und kommt synanthrop in großen Beständen auf den Wiesen um Zavelstein vor. Die Art wurde ursprünglich als Crocus napolitanus angesprochen. Neuere genetische Untersuchungen haben aber ergeben, dass es sich wohl um den Übersehenen Krokus (Crocus neglectus) handelt.

## Entstehung
Der Zavelsteiner Krokus wurde erstmals 1825 im Correspondenzblatt des Württembergischen Landwirtschaftlichen Vereines erwähnt. Der älteste Herbarbeleg stammt aus demselben Jahr und wird im Staatlichen Museum für Naturkunde in Stuttgart aufbewahrt. Möglicherweise ist die Art vorher im Burggarten gepflanzt gewesen und ist daraus verwildert. Die Samen des Krokus wurden vermutlich mit dem Heu verfüttert und gelangten über den Mist wieder auf die Wiesen, was zu einer weiteren Ausbreitung führte. Heute wird meist zu früh gemäht und anders gedüngt, sodass ein Rückgang zu verzeichnen ist. Dem wird durch einen Pflegeplan begegnet, der vorsieht, dass erst im Juni gemäht werden darf.